# Ângulo interno

Os ângulos internos do triângulo abaixo são α, β, γ.

Ângulo interno é o ângulo formado por dois lados de um polígono que parte de uma aresta comum a outra dentro dele. A quantidade de ângulos internos em um polígono, determina também a quantidade de lados que ele tem: um triângulo tem três ângulos internos; um quadrilátero tem quatro ângulos e assim por diante.